# Rørvik
Rørvik er en by og administrationscenter i Nærøysund kommune i Trøndelag fylke i Norge. Byen ligger i et typisk kystlandskab, og består hovedsageligt af gammel og ny træhusbebyggelse. Rørvik ligger helt i det nordlige Trøndelag, og der bor godt 4.450 indbyggere i byområdet (2024). Rørvik har været fast anløbssted for Hurtigruten siden starten i 1893, og den sydgående og nordgående Hurtigruten mødes der hver aften. "Rørvik Fisk"-gruppen holder til i byen, hvor de bl.a. driver fiskemodtagelse og fiskefoderproduktion, og Rørvik er et kendt mærke i butikker i hele Norge.
Rørvik har et typisk småbypræg, og selve bebyggelsen havde 3.615 indbyggere pr. 1. januar 2024. Antallet af indbyggere i kommunen var pr. 1. oktober 2023 10.014.
Vigtigste erhverv i Rørvik er fiskeri, havbrug og telekommunikation. Ud over en betydelig fiskehavn, har Telenor et af sine kundeservice-centre her, hvilket udgør de største arbejdspladser i byen. Rørvik havn er det største havneanlæg i det centrale Norge med over 15.000 skibsanløb hvert år. Rørvik er også anløbshavn for en række krydstogtskibe.
Kystmuseet Norveg, med center for kystkultur og skibsbeskyttelse, ligger i Rørvik. Den anmelderroste museumsbygning er tegnet af arkitekten Guðmundur Jónsson. Museet ejer også Berggården i centrum af Rørvik, og sammen med Nærøysund kommune administrerer de de fleste af de historisk vigtige bygninger i det fraflyttede fiskerleje Sør-Gjæslingan. Telenor byggede Søsterskipet signalbygning i Rørvik i 2004, til sin mobiltelefoniafdeling, og den er tegnet af samme arkitekt.
Rørvik er skolecenter for Ytre Namdal-egnen. Her finder vi bl.a. Ytre Namdal gymnasium, Ytre Namdal Fagskole for Maritim Uddannelse, Safety Center Rørvik som tilbyder sikkerhedstræning for søfarende og Universitetet Nord - AkvaFleks som tilbyder efter- og videreuddannelse i akvakultur på universitetsniveau. Rørvik Skole er en kombineret børne- og ungdomsskole med ca. 540 elever. I Rørviks havneområde ligger også InnovArena, som er et fælles kontor- og laboratoriecenter for forsknings- og udviklingsaktiviteter.
Den gamle Rørvik kirke fra 1896 brændte ned til grunden i 2012, og den nye Rørvik kirke, tegnet af arkitektkontoret Pir2, blev indviet den 22. december 2019.
Ved Rørvik ligger Nærøysund Bro, som forbinder Rørvik og Vikna med fastlandet. Fra Rørvik er der speedbådsforbindelse sydpå til Abelvær og Namsos, og nordpå til Leka, og der er busforbindelse til f.eks. Namsos, Grong (banegård) og Brønnøysund. Rørvik Lufthavn, Ryum har daglige afgange med Widerøe til Trondheim, Namsos og Oslo.
Den 21. oktober 1962 gik hurtigruteskibet MS Sanct Svithun ned ud for Nordøyan fyr (se Sanct Svithun-forliset).

## Seværdigheder
- Sjømannens hustru Kystmuseet Norveg
- Sjømannens hustru (Statue på torvet)
- Nærøysund Bro
- Kystlynghøjene på øerne
- Vindmølleparken ved Austafjord (Norges første)
- Telemuseet
- Søblomsten
- Tyskerbunkere
- Nordøyan og Vansøyvågen (Fiskelejer)
- Søsterskibet (Telenors signalbyggeri, åbnet af HM Kong Harald V i juni 2004)

Udstillingscentret for akvakultur er et samarbejde mellem Kystmuseet Norveg og SalmoNor AS og formidler udviklingen af den moderne norske akvakulturindustri. I den permanente udstilling i Norveg er der et afsnit om akvakultur og det er også muligt at komme med på en sejltur til en moderne laksefarm. Den havbaserede del er med udsigtsbåden MS Sunniva, som har faste udsigtsture om sommeren. Disse ture går til et moderne akvakulturanlæg, hvor guider står for rundvisninger på anlægget, og det er muligt at opleve laksen på tæt hold.
Sør-Gjæslingan består af ca. 80 øer, holme og rev. I sin tid var dette et af de største og vigtigste fiskerlejer syd for Lofoten, hvor flere tusinde fiskere kunne samles i sæsonen. Sør-Gjæslingan blev fredet som nationalt kulturmiljø i oktober 2010. Det er muligt at tage på en dagstur til Sør-Gjæslingan med båd, og det er muligt at overnatte der i simple rorbuer. For dem, der kommer med egen båd, er der mulighed for at lægge til ved gæstekajen ved Flatholmen. Sør-Gjærslingan anløbes af hurtigbåden MS Fjord Viking fra maj til august.